# Tat
Pour les articles homonymes, voir TAT.
Ne doit pas être confondu avec dialectes tats.
Le tat ou tati est une langue iranienne et une variété de persan,,,,,, parlée par les Tats dans le Caucase, en Azerbaïdjan et au Daghestan. Elle appartient au groupe des langues iraniennes du Sud-Ouest.
Elle ne doit pas être confondue avec les dialectes tats parlés dans le Nord-Ouest de l'Iran, qui appartiennent à un groupe différent, les langues iraniennes du Nord-Ouest.

## Écriture
Le tat a été écrit avec l’alphabet hébreu, comme le judéo-tat. Dans les années 1920, un alphabet latin est développé et utilisé en Union soviétique. Cet alphabet est remplacé par un alphabet cyrillique en 1937-1938. Dans les années 1990, un nouvel alphabet latin est développé en Azerbaïdjan.
| A a | B b | C c | Ç ç | D d | E e | Ə ə | F f | G g | Ğ ğ | H h | X x | I ı | İ i | J j | K k |
| Q q | L l | M m | N n | O o | Ö ö | P p | R r | S s | Ş ş | T t | U u | Ü ü | V v | Y y | Z z |